# 普萊森特普萊恩 (印第安納州)
普萊森特普萊恩（英語：Pleasant Plain）是位於美國印地安納州亨廷頓縣的一個非建制地區。該地的面積和人口皆未知。